# Liechtensteinischer Anlagefondsverband
Der Liechtensteinische Anlagefondsverband (LAFV) ist eine freiwillige Branchenorganisation der liechtensteinischen Fondswirtschaft. Es handelt sich um einen auf unbeschränkte Dauer eingetragenen Verein im Sinne der Art 246 ff. PGR. ohne Gewinnerzielungsabsicht.
Seine 19 aktiven Mitglieder verwalten rund 43 Milliarden CHF (etwa 41 Milliarden EURO) in Publikumsfonds und in Spezialfonds (Stand: 2. Februar 2015).
Der Liechtensteinischer Anlagefondsverband wurde Anfang September 2000 von allen in Liechtenstein damals zugelassenen Fondsleitungen als Interessenverband gegründet. Sitz ist Vaduz, Fürstentum Liechtenstein.

## Aufgaben, Ziele und Strategie
Der LAFV will das Ansehen der Branche im In- und Ausland sowie das Vertrauen in kollektiv verwaltete Kapitalanlagen aus Liechtenstein fördern. Gegenüber Behörden, Verbänden, der Politik, den Medien und der Öffentlichkeit will sich der LAFV als aktiver Gesprächspartner positionieren.
Hauptaufgaben sind:
- Förderung der Entwicklung des Fondsplatzes Liechtenstein,
- Vertretung der Interessen des liechtensteinischen Anlagefondsgewerbes im In- und Ausland,
- Kooperation mit den zuständigen Behörden und
- Kooperation mit den anderen Berufsvereinigungen, Verbänden und den Interessengemeinschaften des Finanzdienstleistungssektor in Liechtenstein, um übergreifende Interessen zu koordinieren und Synergien zu nutzen,
- Informationsvermittlung für seine Mitglieder über Neuerungen und Veränderungen,
- Pflege der Moral und Ethik im Fondsbereich.

## Organisation
Der LAFV besteht aus 19 (2014:21; 2013:24) aktiven Mitgliedern und 16 (2014:15; 2013:20) passiven Mitgliedern (Unternehmen). Aktive Mitglieder sind in Liechtenstein ansässige Fondsleitungsgesellschaften, Depotbanken sowie selbstverwaltete Anlagegesellschaften und Vertreter ausländischer Anlagefonds die in Liechtenstein zum Vertrieb zugelassen sind. Passive Mitglieder sind Revisionsgesellschaften von Investmentunternehmen, Rechtsanwälte, Treuhänder und andere natürliche oder juristische Personen, die im weiteren Umfeld des Fondsgewerbes tätig sind, sowie die Mitarbeiter der oben angeführten Fondsgesellschaften, soweit sie dem Verein schriftlich gemeldet werden.
Der LAFV umfasst 100 % des im Fürstentum Liechtenstein vertriebenen Fondsvermögens.
Der LAFV finanziert sich durch Beiträge von aktiven und passiven Mitgliedern.

### Generalversammlung
Die Generalversammlung besteht aus den Mitgliedern des LAFV. Die ordentliche Generalversammlung findet mindestens einmal jährlich statt. Eine ausserordentliche Generalversammlung kann auf Beschluss des Vorstandes einberufen werden oder auf Antrag von 25 % der aktiven Mitglieder. Beschlüsse der Generalversammlung werden durch einfache Mehrheit gefasst. Jedes Aktiv-Mitglied hat mindestens eine Stimme. Jedes Aktiv-Mitglied erhält abhängig vom von ihm verwalteten Fondsvermögen (Stichtag jeweils 31.12. des Vorjahres) zusätzlich gewichtete Stimmen.
Passive Mitglieder haben kein Stimmrecht.

### Vorstand
Der Vorstand des LAFV besteht aus mindestens drei Mitgliedern, die von der Generalversammlung für die Dauer von drei Jahren gewählt werden. Die Mitglieder des Vorstandes müssen Mitarbeiter oder Organe eines aktiven Mitgliedes des LAFV sein.
Der Vorstand wählt aus seiner Mitte den Präsidenten und seinen Stellvertreter. Die Funktionsperiode beträgt in der Regel drei Jahre.
Der Liechtensteinische Anlagefondsverband wird aktuell von einem Vorstand vertreten, der sich aus folgenden Personen zusammensetzt: Alexander Boss (Präsident), Lars Inderwildi (Vizepräsident), Natalie Epp, Jürg Mühlethaler und Erich Müller.

### Geschäftsstelle
Die Geschäftsführung leitet die Geschäftsstelle. Sie ist hauptamtlich tätig. Geschäftsführer des LAFV ist David Gamper.

## Statistik

### Entwicklung des in Liechtenstein verwalteten Fondsvermögens
| Fondsart                | Währung | verwaltetes Vermögen | Anteil  | Anzahl | verwaltetes Vermögen | Anteil | Anzahl |
|                         |         | 29. Oktober 2013     |         |        | 12. Oktober 2014     |        |        |
| ----------------------- | ------- | -------------------- | ------- | ------ | -------------------- | ------ | ------ |
| Aktienfonds             | CHF     | 8'463'710'288,00     | 22,46 % | 186    | 9'404'854'870,00     | 25,32  | 170    |
| Alternative Investments | CHF     | 65'927'908,00        | 0,17 %  | 13     | 106'199'158,00       | 0,29   | 13     |
| Dachfonds               | CHF     | 1'197'352'387,00     | 3,18 %  | 63     | 1'220'468'881,00     | 3,29   | 54     |
| Fund of Hedge Funds     | CHF     | 568'177'810,00       | 1,51 %  | 14     | 599'543'390,00       | 1,61   | 13     |
| Geldmarktfonds          | CHF     | 6'168'059'360,00     | 16,37 % | 12     | 4'610'250'401,00     | 12,41  | 11     |
| Gemischte Fonds         | CHF     | 6'243'936'994,00     | 16,57 % | 109    | 6'378'473'704,00     | 17,17  | 118    |
| Obligationenfonds       | CHF     | 9'668'283'909,00     | 25,65 % | 64     | 9'458'938'571,00     | 25,46  | 61     |
| Sonstige AGmvK          | CHF     | 260'592'442,00       | 0,69 %  | 23     | 1'484'857,00         | 0,00   | 2      |
| Sonstige Fonds          | CHF     | 3'965'744'534,00     | 10,52 % | 223    | 4'316'795'019,00     | 11,62  | 238    |
| Strategiefonds          | CHF     | 16'071'291,00        | 0,04 %  | 2      | 8'375'330,00         | 0,02   | 1      |
| Wandelanleihenfonds     | CHF     | 1'068'702'200,00     | 2,84 %  | 12     | 1'041'104'013,00     | 2,80   | 13     |
| Gesamt                  | CHF     | 37'686'559'123,00    | 100 %   | 721    | 37'146'488'194,00    | 100 %  | 694    |

### Anzahl der in Liechtenstein verwalteter Fonds
| 5    | 14   | 18   | 50   | 87   | 123  | 151  | 214  | 254  | 342  | 353  | 329  | 436  | 536  | 584  | 675  | 715  | 745  | 707  | 690  |
| 1996 | 1997 | 1998 | 1999 | 2000 | 2001 | 2002 | 2003 | 2004 | 2005 | 2006 | 2007 | 2008 | 2009 | 2010 | 2011 | 2012 | 2013 | 2014 | 2015 |